# 派對用精神科藥物

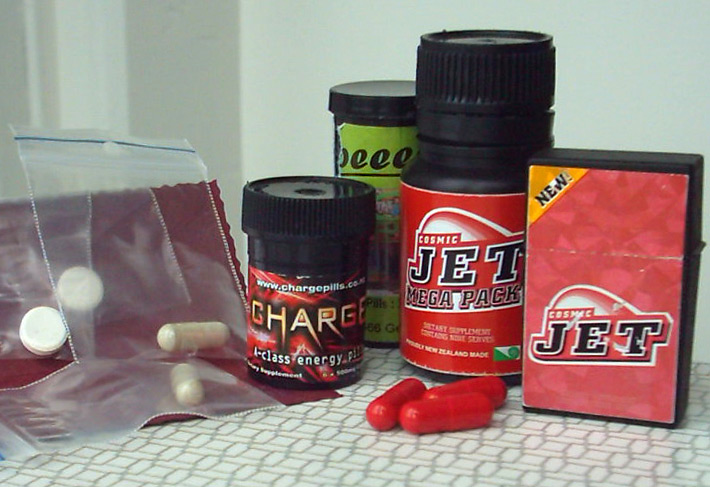
部分含有苄基哌嗪的派對用精神科藥物

派對用精神科藥物（英語：Party Pills）是一種從2000年代開始興起的混合型精神科藥物，由摇头丸（ecstasy，即MDMA或香港俗稱「E仔」的毒品）发展而来，现主要在澳大利亞、紐西蘭等曾允许使用「娛樂性藥物」来「助興」的地區泛濫。這些藥物的主要成份為1-苄基哌嗪（BZP）或其派生物。苄基哌嗪本身在多個國家（包括美國、愛爾蘭、澳大利亞、紐西蘭）被禁；但在部分管制較少的地區卻可自由交易。與此同時，这些药片中混入了多種其他物質，以此延長其迷幻效果，并減低藥物的副作用：報導過的其他藥物有25C-NBOMe、撲熱息痛（舒緩頭痛及偏頭痛）、辛弗林（藥效與麻黃鹼相近）、無水咖啡因（提高警覺性及減少疲累）、胡椒碱、可卡因、咪達唑侖、甲喹酮、5-HTP、TFMPP、MeOPP、pFPP等；有些甚至還混合有茶葉（提高警覺性及減少疲累）、苦橙（增強心跳及血壓）、玻璃粉、老鼠藥、食鹽、洗衣粉之類的異物。最初，媒體报道這種藥物时稱其为「蝙蝠丸」（Batman pills），因為该藥最初被查獲時，藥片上都壓有蝙蝠俠的標誌。到了後期，不同的生產商為了識別自己生產的藥物，除了以顏色（例如：藍色、紫色）分類，還會在藥片壓上不同的標誌，如美洲豹（Puma）等。起初不同生產商的藥片都有不同名字，例如：藍蝙蝠、紫蝙蝠、紫美洲豹等，後來都以「派對用精神科藥物」统一称呼。